# Alfred Conkling
Alfred Conkling (ur. 12 października 1789 w Amagansett, zm. 5 lutego 1874 w Utice) – amerykański polityk

## Życiorys
Urodził się w 12 października 1789 w Amagansett (East Hampton). W 1810 roku ukończył nauki prawne na Union College, a dwa lata później został przyjęty do palestry. Praktykował prawo w Canajoharie, a w latach 1818–1821 pracował jako prokurator okręgowy hrabstwa Montgomery. W 1820 roku, z ramienia Partii Demokratyczno-Republikańskiej, wygrał wybory do Izby Reprezentantów i pełnił funkcję kongresmana przez dwuletnią kadencję. Po zakończeniu kadencji przeniósł się do Albany, a następnie do Auburn. W 1825 roku otrzymał od prezydenta Johna Quincy’ego Adamsa nominację na sędziego federalnego północnego okręgu stanu Nowy Jork. Z funkcji zrezygnował w 1852 roku, kiedy to został mianowany posłem amerykańskim w Meksyku. Po roku zrezygnował i osiadł w Omasze, gdzie praktykował prawo do 1861 roku. Następnie zajął się pisarstwem i przeniósł się do Rochester, a potem do Utici. Zmarł tamże 5 lutego 1874 roku.
Jego synami byli Roscoe Conkling i Frederick A. Conkling.